# Hemptinne (Florennes)
Pour les articles homonymes, voir Hemptinne.
Hemptinne [ɛmtin] (en wallon Emtene-dilé-Florene) est une section de la commune belge de Florennes située en Région wallonne dans la province de Namur.

## Géographie
La localité est arrosée par le ruisseau d’Yves au nord et par le ruisseau d’Hubiésaut. C'était une commune à part entière avant la fusion des communes de 1977. Elle était bornée au nord par Saint-Aubin, à l’est par Saint-Aubin et Florennes, au sud par Philippeville et Vodecée et à l’ouest par Jamagne et Yves-Gomezée.

## Évolution démographique
- Source: DGS, 1831 à 1970=recensements population, 1976= habitants au 31 décembre

## Histoire
En 1015, à la suite de la mort accidentelle d’Arnoul II, frère de Godefroid, seigneur de Florennes, et de Gérard, évêque de Cambrai, ceux-ci héritent de ses biens dont l’alleu de Corenne et celui de Givry, en Hainaut, qu’ils donnent en partie à l’abbaye de Florennes. Celle-ci l’échange en 1018 avec l’abbé d’Haumont contre Hemptinne.
En 1029, Godefroid de Florennes, en tant qu’avoué (ou protecteur) de l’abbaye donne la moitié de la dîme d’Hemptinne à quatre chanoines de l’église Saint-Gengulphe, de Florennes.
Le village eut à souffrir de la proximité de la place de Philippeville fondée en 1555 comme des bandes armées qui traversaient la région.
Un fourneau fut en activité au XVIe siècle. Les habitants avaient certains droits d’usage dans les bois importants.
Le 23 mai 1792, eut lieu le combat d'Hemptinne opposant les troupes républicaines françaises aux troupes autrichiennes
En 1830, la population s’élève à 169 habitants répartis dans 34 maisons et 3 fermes. On compte 54 chevaux, 19 poulains, 57 bovins, 20 veaux, 20 porcs et 600 moutons. Beaucoup d’ouvriers travaillent dans les communes voisines où on extrait du minerai.

## Patrimoine et folklore

### Patrimoine architectural
- Eglise Saint-Remi. Eglise de style néo-roman construite en 1885 à un nouvel emplacement[5].
- Ferme des Briques, place d'Hemptinne. datant à l'origine de la 2e moitié du XVIe siècle ou du début du XVIIe siècle[6].
- Chapelle Saint-Roch, quartier du Hierdeau. Datant de la 2e moitié du XIXe siècle[7].
- Ferme de Tavier, quartier du Hierdeau. Datant des XVIIIe et XIXe siècles[7].
- Chapelle Sainte-Adèle, rue Saint-Walhère. Située en face de l'église datant du XIXe siècle[8].
- Ferme de la Bouverie ou de l'Escaille, quartier de Tavier. Ensemble semi-clôturé des XVIIe, XVIIIe et XIXe siècles[8].

### Folklore
La Marche folklorique Saint-Walhère sort chaque année, début août.